# Beylizm
Beylizm (fr. beylisme) – postawa wobec życia charakterystyczna dla bohaterów powieści Henriego Beyle'a, czyli Stendhala.
Termin beylizm jest neologizmem ukutym przez samego pisarza od własnego nazwiska. U źródeł beylizmu, stanowiącego swego rodzaju kult indywidualizmu, leżą idee głoszone m.in. przez XVIII-wiecznych teoretyków Destutta de Tracy'ego i Claude'a Helvétiusa. Doświadczenia rozumowe mają swe źródło we wrażeniach zmysłowych, a wrażenia te różnią się w zależności od jednostek ich doświadczających. Jednostki z natury pełne energii i pasji czerpią szczęście w związku  z emocjami i doświadczeniami intelektualnymi dostarczanymi przez wrażenia zmysłowe. Aby dostąpić pełni szczęścia, muszą wciąż kwestionować wszelkie zasady i normy obowiązujące w ich otoczeniu, są więc ze swego środowiska wyalienowane.
Do wspólnych cech bohaterów stendhalowskich należą:
- egotyzm – czyli indywidualizm, podniesiony do rangi doktryny;
- traktowanie życia, jako przestrzeni służącej do realizowania swoich pragnień, marzeń;
- aktywność;
- wrażliwość;
- inteligencja;
- namiętność – wyrażana w licznych romansach;
- odrzucenie norm: moralnych, religijnych i obyczajowych;
- chęć podporządkowania sobie rzeczywistości.

Dwóch bohaterów przejawiających najbardziej typowe cechy beylizmu to Julian Sorel z Czerwonego i czarnego, oraz Fabrycy del Dongo z Pustelni parmeńskiej.